# Revolución bolivariana
Revolución bolivariana es como se define el proceso político, ideológico y social del régimen en Venezuela desde 1998 con la elección de Hugo Chávez como presidente,y continuada por su sucesor Nicolás Maduro. La Revolución Bolivariana lleva el nombre de Simón Bolívar, un líder revolucionario venezolano de principios del siglo XIX, destacado en las guerras de independencia hispanoamericanas al lograr la independencia de la mayor parte del norte de América del Sur del dominio español. Según Chávez y sus partidarios, la Revolución Bolivariana busca construir una coalición interamericana para implementar el bolivarianismo, el nacionalismo y una economía dirigida por el Estado.
Según sus partidarios, la revolución está basada en el ideario de Simón Bolívar y en las doctrinas de Simón Rodríguez, quien proponía que América Latina inventase su propio sistema político. Tiene como fin «impulsar el patriotismo hispanoamericano» y «llegar a un nuevo socialismo». Chávez comenzó su Gobierno convocando a una Asamblea Constituyente en 1999, donde se redactó una nueva Constitución que cambiaría el nombre oficial del país a República Bolivariana de Venezuela.
Según el discurso pronunciado y propuesto por el gobierno como una definición en el XVI Festival Mundial de la Juventud y los Estudiantes (FMJE) de 2005 expresa que es el tránsito y evolución de cuatro macrodinámicas autoimpuestas, las cuales son la revolución antiimperialista, la revolución democrática-burguesa, la contrarrevolución neoliberal y la pretensión de llegar a una sociedad socialista del siglo XXI. Los opositores cuestionan el proceso y critican los métodos utilizados por el grupo de gobierno.
En su cumpleaños número 57, mientras anunciaba que estaba en tratamiento contra el cáncer, Chávez anunció que había cambiado el lema de la Revolución Bolivariana de "Patria, socialismo o muerte" a "Patria y socialismo. Viviremos y saldremos victoriosos".
A partir de 2018, la gran mayoría de las municipalidades y gobernaciones están ocupadas por el oficialismo, mientras que la coalición opositora Mesa de la Unidad Democrática (MUD) ganó dos tercios de los escaños parlamentarios en 2015. La hostilidad política entre el PSUV y la MUD ha llevado a varios incidentes en los que las manifestaciones tanto a favor del gobierno como de la oposición se han vuelto violentas, con un resultado estimado de 150 muertos en 2017.
El secretario general de la Organización de los Estados Americanos, Luis Almagro, calificó al gobierno bolivariano de Venezuela de dictatorial y de «régimen de terror», en el que «el pueblo no tiene derechos». Igualmente, organizaciones de derechos humanos como la fundación Freedom House, lo califican de país no libre.
Tras la muerte de Hugo Chávez en 2013, la revolución ha entrado en declive con la escasez de productos básicos y largas filas en las tiendas que han generado desconfianza en el gobierno, además la falta de inversión y el deterioro de las infraestructuras públicas hacen que algunos la llamen fracaso revolucionario.

## Antecedentes

### Resumen histórico
En 1958 el partido socialdemócrata Acción Democrática (AD), el Partido Comunista de Venezuela (PCV) y un sector de las Fuerzas Armadas Nacionales derrocaron al Presidente General Marcos Pérez Jiménez. Posteriormente, AD se alía con el partido demócrata cristiano COPEI y con la URD para permitir la gobernabilidad, formando así una alianza llamada Pacto de Puntofijo que duraria hasta 1967. A partir de ese momento tanto AD como COPEI se alternaron en el poder y el sistema se volvió bipartidista.
Debido a que el Partido comunista de Venezuela fue excluido del pacto, (lo que los sectores más radicales de la izquierda vieron como una coartación democrática) se inician las actividades guerrilleras, promovidas por el PCV y el Movimiento de Izquierda Revolucionaria (MIR), desprendimiento de la juventud de AD. Casi una década más tarde, se logra un diálogo que los reintegra a la vida civil y política. Muchos de ellos son asimilados por los partidos aliados o forman sus propias agrupaciones, el contexto político desmoviliza la guerrilla y los pocos irreductibles son reducidos por las Fuerzas Armadas. De esta forma, durante la segunda mitad del siglo XX se puede decir que se ha pacificado el país y los dos partidos dominantes son Acción Democrática y COPEI.

### Primer y segundo gobierno de Carlos Andrés Pérez
Luego de la crisis del petróleo de 1973, durante el primer gobierno de Carlos Andrés Pérez (1974-1979), los ingresos aumentaron tan rápidamente que el país se convirtió en uno de los más desarrollados de Latinoamérica.
Según Arturo Uslar Pietri, "... gracias a la exportación de petróleo, entre 1973 y 1993 Venezuela recibió alrededor de 240 mil millones de dólares". Esta situación, unida con la alternancia política llevó al país a una estabilidad política extraordinaria en el contexto latinoamericano. Durante este periodo de bonanza económica no se realizaron inversiones para crear una industria alternativa a la del petróleo. Por ello, cuando en 1983 cayeron drásticamente los precios, con una deuda externa creciente (casi 35 mil millones de dólares en 1993), la economía experimenta una profunda crisis.
Durante su segundo periodo presidencial (1989-1993), Carlos Andrés Pérez, siguiendo las recomendaciones del FMI (Fondo Monetario Internacional), aplicó un polémico paquete de medidas económicas que provocó el 27 de febrero de 1989 el llamado "Caracazo". Personas que vivían en los "barrios" (las zonas más pobres de la ciudad) organizaron fuertes protestas y saqueos en las zonas comerciales de la ciudad, especialmente de alimentación, vestido y electrodomésticos. El gobierno de Pérez utilizó la fuerza pública para reprimir las protestas. La cifra oficial de muertos fue de 276. Según declaraciones del parlamentario izquierdista Pablo Medina, el Caracazo fue provocado por el MBR-200 de Chávez para crear caos y confusión y tomar el poder de la ciudad de Caracas. Sin embargo, no existen pruebas al respecto. 
Estos hechos fueron sucedidos por dos intentos de golpes de estado en 1992, uno el 4 de febrero dirigido por Hugo Chávez y otro el 27 de noviembre. Luego sobrevino una recesión en la economía y en 1993 se dicta una sentencia de la Corte Suprema de Justicia contra el presidente Pérez por peculado. Pérez fue forzado a retirarse de la Presidencia y lo sucedieron dos presidentes interinos. La popularidad de Chávez se manifiesta en los sectores más pobres.
Aunque la sentencia contra Pérez habla de peculado (redireccionamiento de dinero para fines distintos a los previstos por el Estado), muchos dicen que estaba inmerso en actos de corrupción, pero en realidad en aquellos años no se le procesó siquiera por ellos. Otros alegan que fue sacrificado por los sectores dominantes para "comprar tiempo". La cifra oficial de muertos de ambos golpes de estado es de 185 personas, la cifra no oficial, de 350 personas.
En 1994 Rafael Caldera se convierte en el nuevo Presidente de la República. Una de sus promesas políticas era el indulto a Hugo Chávez. Caldera logró estabilizar medianamente en lo político al país. Asimismo, en lo económico, Venezuela no mejoró (cuando asumió la presidencia la inflación era del 71%, existía una fuerte crisis cambiaria y el sistema financiero estaba colapsado tras la crisis de 93; incluso la inflación llegó al 100% - ó 99% como fueron las cifras oficiales del Banco Central de Venezuela).

## Fundamentación ideológica
Sobre el final de la década de 1970 se formó en el ejército venezolano una corriente bolivariana y nacionalista, en la 
que el joven Chávez participó. En sus palabras, el expresidente de Venezuela describe el proceso de formación de la revolución bolivariana y su fundamentación ideológica diciendo:

"[aquella corriente] ni siquiera se planteaba una revolución. A mediados de los 80 propuse a mis compañeros militares agregar la letra R -de revolución- a la sigla de nuestro movimiento que se llamaba EB-200 -Ejército Bolivariano 200 porque en 1983 era el bicentenario del nacimiento de Bolívar-. (...) El movimiento había crecido pero todavía éramos pequeños grupos, que al fin nos definimos como un movimiento bolivariano revolucionario. Lo que perseguíamos era eso, una revolución, una transformación política, social, económica y cultural inspirada en el planteamiento de Bolívar. Diseñamos así lo que hemos llamado el ’árbol de las tres raíces’, que es nuestra fuente ideológica. Consiste en la raíz bolivariana (su planteamiento de igualdad y libertad, y su visión geopolítica de integración de América Latina); la raíz zamorana (por Ezequiel Zamora, el general del pueblo soberano y de la unidad cívico-militar) y la raíz robinsoniana (por Simón Rodríguez, el maestro de Bolívar, el Robinson, el sabio de la educación popular, la libertad y la igualdad). Este ’árbol de las tres raíces’ dio sustancia ideológica a nuestro movimiento..."

Los puntos centrales que la revolución bolivariana adapta del bolivarianismo a su práctica son:
- Autonomía nacional.[17]
- Participación del pueblo mediante elecciones populares, referendos, y otros medios de democracia participativa.
- Economía autosostenible.
- Ética de servicio al pueblo.
- Distribución justa de los ingresos petroleros.
- Lucha contra la corrupción y la pobreza.[19]

Chávez admitió que antes del intento para derrocar su gobierno en 2002, no estaba decidido ideológicamente a favor del socialismo. Estos hechos lo llevaron a pensar que "no existe la tercera vía", que la revolución tiene que ser anti-imperialista, encáminandose, mediante la "democracia revolucionaria", hacia el socialismo del siglo XXI.
Acerca de este el presidente Chávez afirmaba que debe "nutrirse de las corrientes más auténticas del cristianismo", con la 

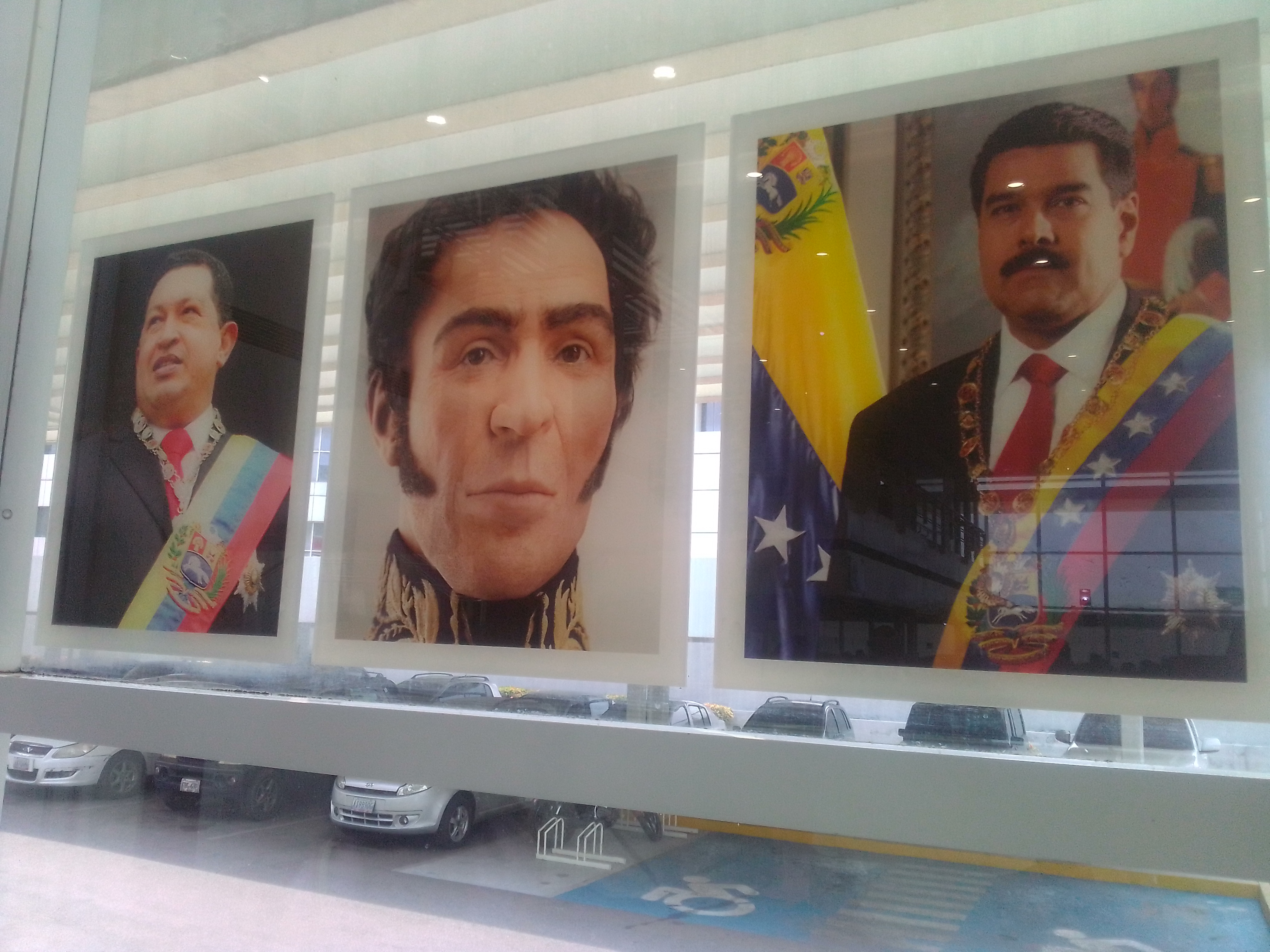
Retratos de Hugo Chávez, Simón Bolívar y Nicolás Maduro.

frase "el primer socialista de nuestra era fue Cristo". Reconoce que este nuevo socialismo debe poseer fundamentalmente una actitud ética de solidaridad y cooperativismo, aplicando la autogestión. El modelo político sería de democracia participativa y protagónica con poder popular y posibilidad de pluralidad de partidos (es decir, decantándose por el multipartidismo y, por ende, oponiéndose al unipartidismo característico de los estados socialistas encuadrados en el marxismo-leninismo, pues para Chávez "este nuevo socialismo debe despojarse de todos los dogmas que caracterizan al viejo socialismo de tipo marxista-leninista"). Propone basarse en los ejemplos históricos de Simón Bolívar, José Artigas, Simón Rodríguez y Ezequiel Zamora, así como de las comunas de Brasil y Paraguay y de los aborígenes.

## Círculos bolivarianos
Su política fue llamada Revolución Bolivariana, debido a que se sustenta fuertemente en el apoyo de la población y que la integración en la política de elementos democráticos básicos siendo el concepto fundamental del bolivarianismo, en el año 2000 Hugo Chávez invitó a la formación de los llamados círculos Bolivarianos, y autorizó al entonces vice-presidente Diosdado Cabello a apoyar económicamente a estas formaciones. Adicionalmente, para el año 2005 se aprueban los círculos.
Los círculos debían constituirse de manera descentralizada, organizados en los barrios y, a pesar de sus orígenes, debían ser autónomos, para llevar las ideas bolivarianas a la población y conformar un foro para una cooperación efectiva, especialmente en labores sociales de mutuo auxilio. A diferencia de, por ejemplo, las asociaciones de vecinos, su autonomía no quedaba limitada a la política local, sino que también se expresaban en cuestiones políticas nacionales. La oposición acusa a los Círculos Bolivarianos de administrar la fuerza e incluso ejecutar injusticias políticas.
Los Círculos Bolivarianos no están restringidos a Venezuela ni a los venezolanos, también se encuentran en el extranjero; por ejemplo se pueden localizar en lugares como Madrid, Barcelona, Galicia, Lisboa, Tenerife, Miami y São Paulo, por mencionar algunas con raíces latinas.

## La Constitución Bolivariana
La Revolución Bolivariana incluyó la elaboración de una nueva constitución, denominada por el gobierno «Constitución Bolivariana», que sería aprobada en referéndum, y en la cual se definen cinco poderes públicos: ejecutivo, legislativo, judicial, electoral y ciudadano. Se cambia además el nombre oficial del país a República Bolivariana de Venezuela.

## Programas sociales

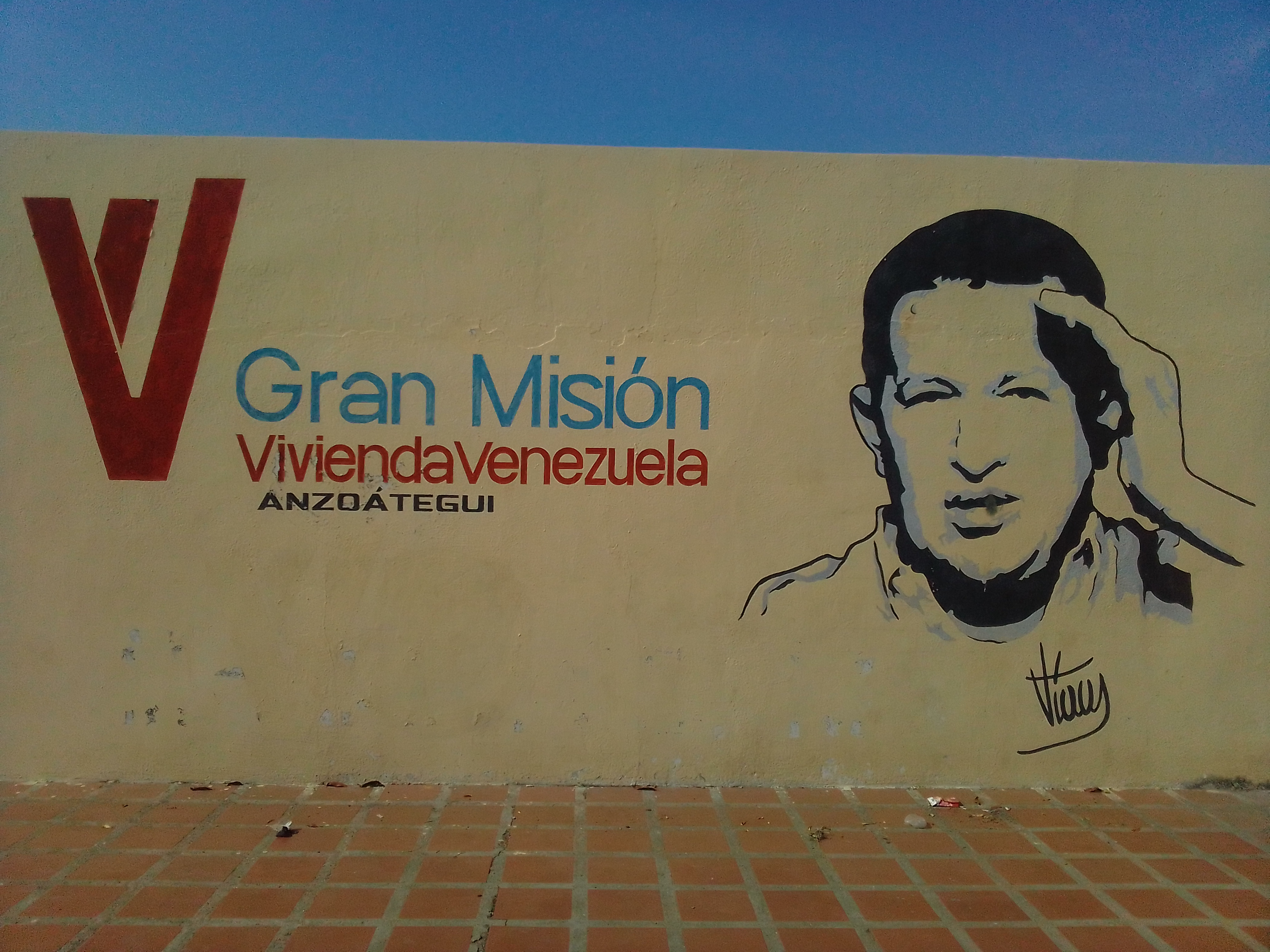
Mural de Gran Misión Vivienda Venezuela

La revolución bolivariana tiene un importante componente social, en especial cuando el presidente Hugo Chávez se declaró -con el transcurrir de su gobierno- como socialista y aseguró que "Simón Bolívar fue igualmente socialista", y en nombre de «dar poder a los pobres», creó diversos programas denominados «misiones», conocidos en general como, misiones Bolivarianas o misión Cristo; entre ella se destacan las educativas, como la misión Robinson, Ribas y Sucre; y sobre todo la más publicitada, misión Barrio Adentro, de carácter médico-asistencial. Todas ejecutadas en el segundo período constitucional para el presidente Chávez. Aunque en sus primeros años de gobiernos estaba el programa Plan Bolívar 2000 cuya características eran la de embellecimientos de lugares públicos y la creación de mercados de gran envergadura aumentando la infraestructura. Este último plan desapareció, pero el sistema de mercados continuó y se aglutinó en el reciente Misión mercal -incluida en las misiones bolivarianas-, usando más al personal civil.

## Política internacional
Desde el inicio de su gobierno, el presidente Hugo Chávez tuvo una política exterior muy activa, caracterizada con innumerables cumbres y visitas a buena parte de los países del mundo, en especial Latinoamérica y los países árabes. Se distanció de antiguos países aliados a los gobiernos predecesores de AD y COPEI, como Colombia y especialmente Estados Unidos (a pesar de que el comercio con este se mantiene y es muy importante), acercándose a otros países como Cuba, cuyas relaciones habían sido bastante frías durante los gobiernos anteriores.
Algunos sectores de la comunidad internacional y venezolana acusaron al gobierno de Hugo Chávez de apoyar a grupos guerrilleros como las FARC o ETA, o desestabilizadores, como los sin tierra de Brasil, los cocaleros de Bolivia o los piqueteros de Argentina. La diferencia ideológica y práctica con algunos de estos grupos es evidente, sobre todo en las organizaciones sociales de base que no se plantean la toma del poder, aunque por otro lado el relacionarlos equivocadamente con estos grupos aumentaba la simpatía por Chávez y la revolución bolivariana entre personas y grupos de izquierda.

### Chávez y los Estados Unidos
Como cualquier otro país latinoamericano, Venezuela estuvo ligada a Estados Unidos a principios de siglo XX, por el significado estratégico que poseen sus reservas petroliferas y otras materias primas. La política de Chávez enfatizaba el antiimperialismo. La relación estrecha entre el presidente Hugo Chávez y Fidel Castro el líder de la revolución cubana incrementó aún más la tensión con los Estados Unidos.
En febrero de 2004, el presidente Chávez tildó al presidente estadounidense George Bush de «pendejo», luego de acusarlo de haber apoyado el derrocamiento de Jean-Bertrand Aristide, el primer presidente elegido democráticamente de Haití pero que habia sido acusado de violación de los DDHH en Haiti. Además, Hugo Chávez responsabilizó a muchos allegados a Bush y al gobierno estadounidense de posibles atentados contra su vida.

### Cuba

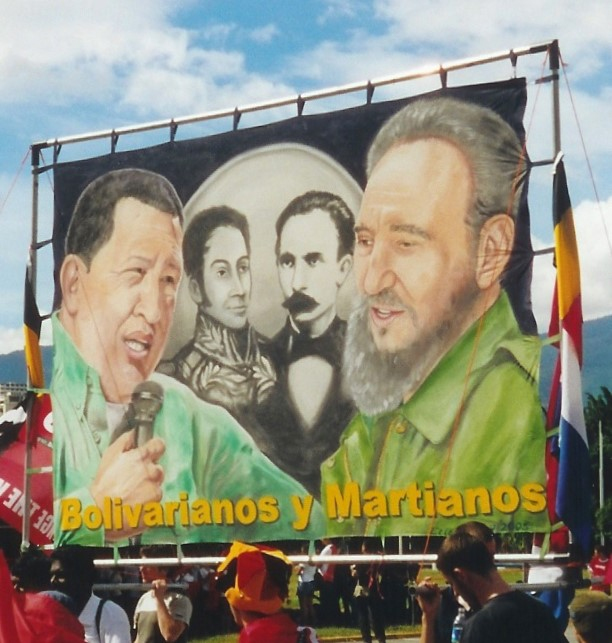
Valla con la Valla con la imagen de Simón Bolívar, Hugo Chávez, José Martí y Fidel Castro.

Por otro lado, el presidente Chávez durante su gobierno mantuvo una relación estrecha con el gobierno de Fidel Castro, y tal como se mencionó antes, se declaró a favor de políticas de izquierda. La relación entre ambos se inició incluso antes de que Chávez fuera elegido presidente, y en este momento se evidencia en los proyectos conjuntos que involucran a Venezuela y Cuba. El más conocido y criticado es el intercambio de petróleo por médicos, educadores, entrenadores deportivos y otros servicios profesionales, para después crear la organización internacional ALBA, que por el momento agrupa a Venezuela, Bolivia (desde 2005), Nicaragua (2007) y Cuba, y está destinada como una alternativa al ALCA promovido por Estados Unidos. El rechazo por la estrecha relación cubano-venezolana se manifestó abiertamente durante el Golpe de estado de 2002 cuando la embajada cubana en Caracas fue atacada, Chávez acusó a militantes del partido Primero Justicia, y en particular sus dirigentes Leopoldo López y Henrique Capriles , en ese entonces alcaldes de los municipios Chacao y Baruta respectivamente, de dirigir los actos vandálicos.
Venezuela le vende a Cuba el petróleo a precios preferenciales y a crédito, otras veces como intercambio (Venezuela otorga petróleo y Cuba envía servicios profesionales), cabe destacar que el Gobierno de Cuba no utiliza todo el petróleo que recibe de Venezuela, vendiendo a precios internacionales el excedente, generando así ingresos para la isla que contrarrestan en alguna medida el embargo económico impuesto a ellos por los Estados Unidos.

### Conflicto México-Venezuela
El presidente Hugo Chávez por su parte descalificó al presidente de México Vicente Fox "subordinado al imperio" (Chávez se refería como imperio a Estados Unidos), lo que provocó la indignación de Vicente Fox y sus partidarios, quienes calificaron el hecho como un insulto al pueblo mexicano. Luis Ernesto Derbez, Secretario de Relaciones Exteriores mexicano, entró en conversación con el canciller venezolano, con el cual se estaba llegando a un acuerdo.
Pero el domingo 13 de noviembre, en su programa radiofónico Aló Presidente, Chávez le dedicó a Vicente Fox un verso de una canción llanera venezolana de Alberto Arvelo Torrealba, Florentino y el diablo: "Yo soy como el espinito que en la sabana florea, le doy aroma al que pasa y espino al que me menea" y terminó diciéndole a Fox: "No se meta conmigo caballero, porque sale espinao", lo que provocó que México exigiera una disculpa al gobierno de Venezuela, el cual respondió retirando a su embajador en México, haciendo México lo mismo con su embajador en Venezuela manteniéndose desde entonces una relación de encargados de negocios.

### Relaciones latinoamericanas

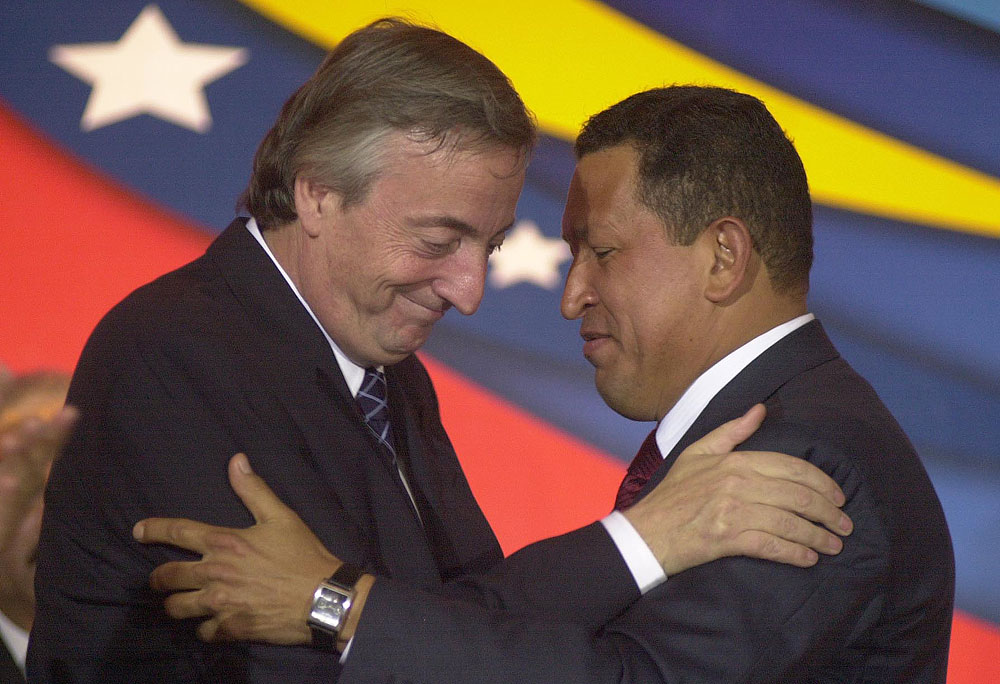
El expresidente de Argentina Néstor Kirchner y Hugo Chávez en julio de 2004, ambos mandatarios estrecharon las relaciones bilaterales. Las buenas relaciones entre ambos conllevaron a la creación del canal pan-latinoamericano Telesur y otros proyectos en conjunto.

Desde que Chávez llegó al poder ha tenido ásperas relaciones con México, cuando resultó elegido Vicente Fox, representante de la derecha de ese país, ambos mandatarios poseen grandes diferencias ideológicas y de intereses, Fox es un entusiasta promotor del ALCA, al cual Chávez se opone tajantemente, Fox pretendía que se discutiera el tratado del ALCA, durante la IV Cumbre de las Américas en Mar del Plata, Argentina en noviembre de 2005, la posición de Chávez y del presidente argentino y anfitrión de la cumbre Néstor Kirchner, Fox dijo: "La impresión que nos llevamos varios ahí es que el pensamiento del conductor, en este caso el presidente (Kirchner), estaba más orientado a cumplir con la opinión pública argentina y con la imagen del presidente ante los argentinos, que con el logro eficaz de una cumbre". Kirchner le respondió diciéndole que se ocupara de sus asuntos y que "para algunos, la buena diplomacia es tener una actitud de pleitesía y de bajar la cabeza frente a los grandes".
Chávez tuvo prioridad en las relaciones de Latinoamérica con los países de Sudamérica, en particular, con los integrantes del Mercosur. En cambio con la Comunidad Andina (de la que Venezuela ha formado parte desde 1973) las relaciones han sido frías, porque los gobiernos de Perú y Colombia estaban a favor de ALCA y habían negociado tratados bilaterales de libre comercio con Estados Unidos. Con Colombia hubo también diferencias sobre el paso de camioneros venezolanos a territorio colombiano. En el 2002, el gobierno colombiano de Andrés Pastrana ofreció asilo al presidente golpista venezolano Pedro Carmona -que derrocó por dos días al gobierno de Chávez-, y a varios militares venezolanos sublevados. Cuando llegó a la presidencia colombiana Álvaro Uribe Vélez -sucesor de Pastrana-, este decidió apresar al miembro de las FARC Rodrigo Granda en territorio venezolano (véase, Caso Rodrigo Granda) sin permiso, intensificándose los roces diplomáticos, incluyendo cruces de declaraciones donde el gobierno de Chávez acusaba al gobierno colombiano de apoyar el golpe de estado del 2002 y el gobierno de Colombia acusaba al gobierno venezolano de apoyar a las guerrillas colombianas. 
Con Perú, Chávez tuvo un incidente diplomático por la estadía de Vladimiro Montesinos en territorio venezolano de forma ilegal (véase, Caso Vladimiro Montesinos), donde peligró las relaciones diplomáticas con el entonces presidente peruano Valentín Paniagua, con su sucesor Alejandro Toledo, mejoraron en un primer momento, pero se volvieron a deteriorar a finales de 2005 cuando Chávez declaró su apoyo al que fuera candidato Ollanta Humala a las elecciones de 2006 en Perú. El gobierno de Toledo consideró esta acción una intromisión de Chávez en los asuntos internos peruanos y rompió relaciones con Venezuela, Chávez desestimó estas críticas de su homólogo peruano, recibiéndose insultos mutuamente. Igualmente persisten las declaraciones subidas de tono con el sucesor a la presidencia peruana Alan García.
Con Ecuador, las relaciones fueron positivas por la cercanía e identificación del presidente de Ecuador Rafael Correa con la Revolución bolivariana y el gobierno venezolano. Con Bolivia en un principio no fueron mejores, pero al ser elegido Evo Morales presidente del país, se percibió un importante acercamiento en las relaciones bolivianas-venezolanas.
Con Chile también hubo fricciones en donde el entonces presidente de ese país, Ricardo Lagos, decidió, al igual que otros mandatarios con fricciones con Chávez, en retirar su embajador de Venezuela porque Chávez declaró que desearía bañarse en una playa boliviana. Las relaciones con este país mejoraron después con la sucesora de Lagos, Michelle Bachelet, pero no son muy dinámicas. En cambio las relaciones con Brasil, Argentina y Uruguay, son amistosas (como proyectos en conjunto, Telesur o Petrosur, entre otros), incluso Venezuela accedió al Mercosur; estas relaciones solo son superadas por las cubano-venezolanas.
Además de la citada diferencia con México, Colombia, Perú y Chile, Chávez no tuvo relaciones con los países centroamericanos, porque la mayoría de sus gobiernos eran derechistas o centristas, esto se evidenció cuando Chávez decidió apoyar al candidato chileno, José Miguel Inzulza, como secretario de OEA (a pesar de la diferencia de Chávez con el gobierno de ese país), en contra de los candidatos salvadoreño y mexicano, Francisco Flores y Derbez respectivamente, lo que evidenció la división de la política interlatinoamericana en dos bloques bien diferenciados. Las relaciones con los países caribeños anglófonos y francófonos mejoraron con la creación de Petrocaribe, especialmente con Jamaica, pero hay diferencias con Anguila, Dominica, Barbados (por el litigio de la isla de Aves) y Trinidad y Tobago (pues Petrocaribe le perjudica su negocio petrolero).

### Relaciones con los países árabes y musulmanes
Mientras estuvo en el poder el presidente Hugo Chávez acercó la Revolución Bolivariana a los países árabes, teniendo en cuenta que estos, al igual que Venezuela, son  productores de petróleo. Chávez promovió la celebración de una cumbre con los países de la OPEP (los países miembros son de religión musulmana, excepto la propia Venezuela y Ecuador) y visitó todos los países miembros incluyendo a Gadafi, expresidente de Libia, y Saddam Hussein, expresidente de Irak. Con estas acciones se lograron estrechar las relaciones del gobierno de Chávez con los regímenes de países de Medio Oriente, en especial Irán también perteneciente al "eje del mal". En este aspecto alabó la creación del canal de noticias catarí Al-Yazira diciendo que es una gran alternativa a los conglomerados de canales de noticias estadounidense como CNN, y en parte esto influyó a Chávez para crear Telesur.
Chávez se declaró partidario de la causa palestina en tener un Estado propio, soberano e independiente, esto ha causado la enemistad del régimen chavista con los sionistas y judíos de derecha, y una vez más con los estadounidenses (Estados Unidos es un aliado incondicional de Israel). En este aspecto, en una oportunidad y debido a que Chávez fue citado errónea, selectivamente y fuera de contexto, el Centro Simon Wiesenthal lo acusó de antisemita basado en un discurso en el que habló sobre la muerte de Jesucristo aunque no mencionó a los judíos, los propios judíos asentados en Venezuela rechazaron esa acusación del centro y le dieron apoyo a Chávez.[cita requerida] Por su parte Chávez calificó dichas acusaciones como infamias a favor de los intereses de Estados Unidos, que buscan desestabilizar a su gobierno. Sin embargo, Israel continúa siendo uno de los pocos (si no el único) país del medio oriente al cual el presidente nunca otorgó una visita oficial en todos sus años de gobierno, esto a pesar de que Venezuela presenta una población de menos de 9500 judíos hasta 2010. Como sucede con el apoyo a Palestina, Chávez también apoyo a la causa de la RASD en el Sáhara Occidental, que actualmente se encuentra ocupada por Marruecos, que la considera parte de su territorio.

### Congreso Bolivariano de los Pueblos
El Congreso Bolivariano de los Pueblos (CPB) fue una organización internacional latinoamericana fundada en 2003 y liderada por Venezuela y su Revolución bolivariana.[cita requerida] La misma aglutinaba diversos partidos políticos, sindicatos, movimientos indígenas, organizaciones culturales, obreras y de izquierda latinoamericana. Ha realizado los siguientes congresos bolivarianos de los pueblos:
- I, entre 25 y 27 de noviembre de 2003 en Caracas (Venezuela);
- II, entre el 6 y 9 de diciembre de 2004 en Caracas, Maturín y Maracaibo (Venezuela)

#### Miembros
| País                 | Partido |
| -------------------- | --- |
| Argentina            | Movimiento Barrios de Pie, Resumen Latinoamericano, Frente Transversal Nacional y Popular, Madres de Plaza de Mayo, Movimiento Evita y Partido Comunista (Congreso Extraordinario)      |
| Bolivia              | Movimiento al Socialismo, Federación Sindical de los Trabajadores Petroleros de Bolivia y Federación Sindical de Mujeres Campesinas e Indígenas "Bartolina Sisa"                        |
| Brasil               | Partido Comunista de Brasil y Federación Única de Petroleros |
| Chile                | Partido Comunista de Chile, Movimiento de Izquierda Revolucionaria (MIR) y Movimiento Patriótico Manuel Rodríguez                                                                       |
| Colombia             | Polo Democrático Alternativo y Partido Comunista Colombiano Fuerzas Armadas Revolucionarias de Colombia                                                                                 |
| Costa Rica           | Frente Amplio |
| Cuba                 | Central de Trabajadores de Cuba y Federación de Mujeres Cubanas |
| Ecuador              | Alianza PAIS y Fenocin |
| Guatemala            | Unión Revolucionaria Nacional Guatemalteca |
| Honduras             | Vía Campesina de Honduras y Bloque Popular de Honduras |
| México               | Partido del Trabajo y Sindicato Mexicano de Electricistas |
| Nicaragua            | Frente Sandinista de Liberación Nacional y Asociación de Trabajadores del Campo |
| Panamá               | Frente Nacional por la Defensa de los Derechos Económicos y Sociales (FRENADESO) |
| Paraguay             | Partido del Movimiento al Socialismo (P-MAS) |
| Perú                 | Confederación Campesina del Perú, Partido Comunista Peruano, Conferencia Permanente de Pueblos Indígenas del Perú (COPPIP)                                                              |
| Puerto Rico          | Coordinadora Latinoamericana y Caribeña de Puerto Rico, Frente Socialista y Movimiento Independentista Nacional Hostosiano (MINH)                                                       |
| República Dominicana | Partido Nueva Alternativa, Partido de los Trabajadores Dominicanos Marxista-Leninista y Movimiento Izquierda Unida (MIU)                                                                |
| Uruguay              | Movimiento 26 de Marzo, Federación Uruguaya de Cooperativas de Vivienda por Ayuda Mutua (FUCVAM) y Plenario Intersindical de Trabajadores-Convención Nacional de Trabajadores (PIT-CNT) |
| Venezuela            | Partido Socialista Unido de Venezuela, Movimiento Somos Venezuela |

## Reforma agraria
A partir de septiembre de 2005, el Gobierno empezó a expropiar terrenos agropecuarios y hatos productivos, en manos de terrateniente y transnacionales, con la intención de repartirlo entre campesinos pobres y ponerlos en producción. Esta política de expropiaciones está considerada por Chávez una profundización de la revolución bolivariana, pero algunos sectores la han calificado de inconstitucional, y la acusaron de, en la práctica, no dar a las personas (quienes en muchos casos, no eran personas jurídicas sino simples empresarios agricultores y ganaderos[cita requerida]) la opción de vender a un precio justo. Chávez por el contrario mencionó que la expropiación de latifundio afianza la seguridad alimentaria, ya que en el paro petrolero se puso en evidencia la vulnerabilidad del país en producción de alimentos.

## Críticas

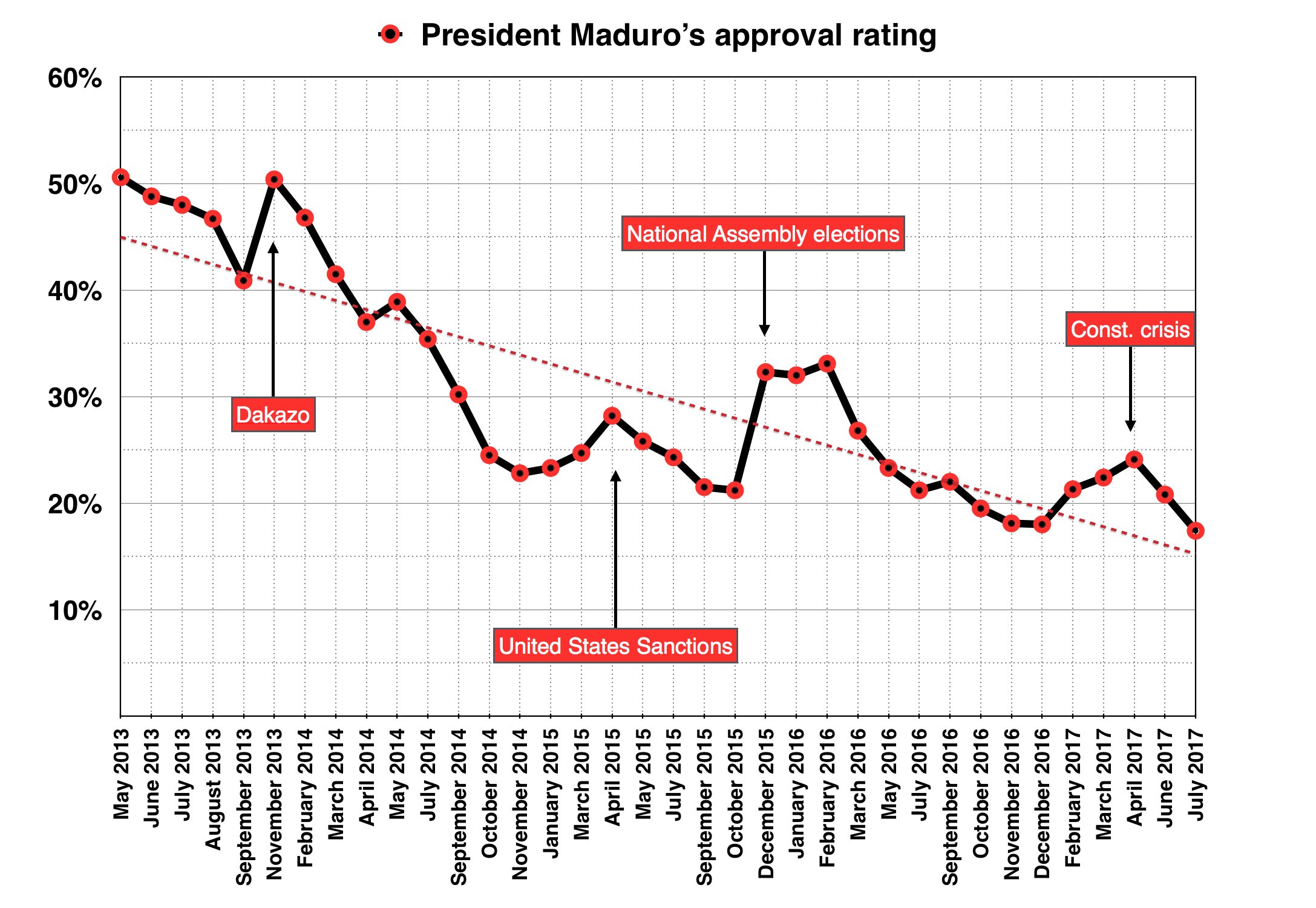
La caída del nivel de aceptación de Nicolás Maduro, generó un descenso del apoyo popular hacia la denominada revolución bolivariana.

El proyecto político de Chávez también ha tenido controversias debido al peso político, económico y social que esta conlleva. Muchos sectores han levantado la voz por lo que consideran atropellos y abusos de poder por parte del gobierno, argumentando que se violan derechos básicos como las libertades civiles. Otros, han comparado esta ideología con la impuesta en Cuba, pero con muchas diferencias debido a la cultura y de otros puntos, como a la alta inseguridad y la dependencia al petróleo.
Económicamente Venezuela se mueve al ritmo del precio del petróleo. Con la caída de los precios del crudo a principios de 2013 se originó una crisis sin precedentes, la devaluación de la moneda nacional (bolívar) frente al dólar estadounidense ha llevado a un debate sobre una posible dolarización en el país. La escasez de productos básicos y largas filas en las tiendas generaron desconfianza en el gobierno, además la falta de inversión y el deterioro de las infraestructuras públicas hacen que algunos la llamen fracaso revolucionario.
Desde el mandato de Hugo Chávez, la oposición venezolana y el gobierno colombiano han denunciado el presunto apoyo extraoficial de la revolución bolivariana a los grupos insurgentes de extrema izquierda de este país (FARC en su momento y ELN) en lo económico y logístico, permitiéndoles también protegersen en territorio venezolano de los ataques de la Fuerza Pública de Colombia. Desde 2016 se denuncia la presencia del ELN, realizando trabajos como capataces en las explotaciones de oro, diamante y coltán de los estados Bolívar, Apure y Amazonas; los dos últimos fronterizos con Colombia, donde estarían trabajando en alianza con el régimen bolivariano para explotar los recursos mineros, transportarlos y entregarlos al gobierno venezolano, que ahora recurre a la explotación minera como nueva fuente de ingresos ante el declive de su producción petrolera, lo que ha traído como consecuencia la crisis económica, política y social que, a 2019, todavía padece el país y el pueblo venezolano, dándole a las Fuerzas Armadas bolivarianas un papel pasivo haciéndose los de la "vista gorda" en los puntos donde están los grupos ilegales colombianos. También se denuncia la presencia en territorio venezolano de disidencias de las FARC-EP, concretamente el grupo Nueva Marquetalia de los alias Iván Márquez y Jesús Santrich, quienes no aceptaron los acuerdos de paz firmados entre el gobierno y la guerrilla en 2016, realizando labores de narcotráfico con el beneplácito del Cartel de los Soles, organización criminal conformada por miembros corruptos de las Fuerzas Armadas venezolanas y del gobierno bolivariano, aunque aparentemente esta alianza se está desvaneciendo con la muerte, a finales de 2021, de importantes jefes de esta disidencia como los alias El Paisa, Romaña y hasta del mismo Jesús Santrich.